# Железничка станица Колашин
Железничка станица Колашин је једна од железничких станица на прузи Београд—Бар. Налази се насељу Колашин у општини Колашин. Пруга се наставља у једном смеру ка Косу и у другом према Мојковцу. Железничка станица Колашин састоји се из 4 колосека.

## Повезивање линија
- Пруга Београд—Бар